# Association Sportive Tefana Football
L'Association Sportive Tefana Football è una società calcistica della Polinesia francese con sede nella città di Faa'a.

## Storia
Il club ha conquistato per 3 volte il campionato nazionale (Tahiti Division Fédérale), 2 volte la coppa nazionale (Coupe de Tahiti) e una volta la supercoppa nazionale (Tahiti Coupe des Champions). Nel suo palmarès figurano anche 3 coppe della Polinesia francese e una coppa dei Territori francesi d'oltremare (Coupe TOM).
Ha partecipato nel 2006 alla Coppa dei Club Campioni d'oltremare, classificandosi al 4º posto, e per due volte alla OFC Champions League (edizioni 2010-2011 e 2011-2012).
La squadra vanta anche 4 partecipazioni alla Coppa di Francia.

## Palmarès

### Competizioni nazionali
- Tahiti Division Fédérale: 3

2005, 2010, 2011
- Coppa della Polinesia: 3

2007, 2008, 2010
- Coppa di Tahiti: 2

2004, 2006
- Coppa dei campioni di Tahiti: 1

2007
- Coppa TOM: 1

2006

### Altri piazzamenti
- OFC Champions League:

Finalista: 2011-2012
Semifinalista: 2016, 2017

## Risultati nella Coppa di Francia
| Anno    | Turno | Gara                   | Risultato       | Note        |
| ------- | ----- | ---------------------- | --------------- | ----------- |
| 2006/07 | 7°    | ESA Brive - AS Tefana  | 3 - 1           | [ 2 ] [ 3 ] |
| 2007/08 | 7°    | AS Tefana - US Lesquin | 1 - 3 (dts)     | [ 2 ] [ 4 ] |
| 2008/09 | 7°    | SR Colmar - AS Tefana  | 1 - 1 (2-4 dcr) | [ 2 ] [ 5 ] |
| 2008/09 | 8°    | AS Tefana - Arras      | 0 - 2 (dts)     | [ 2 ] [ 5 ] |
| 2011/12 | 7°    | AS Tefana - Red Star   | 1 - 2           | [ 2 ]       |

## Rosa 2011-2012[6]
| N. |                               | Ruolo | Calciatore                   |
| -- | ----------------------------- | ----- | ---------------------------- |
| 1  | Polinesia francese (bandiera) | P     | Heremataarii Hatitio         |
| 2  | Polinesia francese (bandiera) | D     | Stéphane Faatiarau           |
| 3  | Polinesia francese (bandiera) | D     | Pierre Kugogne               |
| 4  | Polinesia francese (bandiera) | D     | Luthy Bohl                   |
| 5  | Polinesia francese (bandiera) | C     | Nahuiotiu Teiefitu           |
| 6  | Polinesia francese (bandiera) | C     | Heimano Bourebare            |
| 7  | Polinesia francese (bandiera) | A     | Taufa Neuffer                |
| 8  | Polinesia francese (bandiera) | C     | Larry Marmouyet              |
| 9  | Polinesia francese (bandiera) | C     | Heremoana Hoata              |
| 10 | Polinesia francese (bandiera) | C     | Hiva Kamoise                 |
| 11 | Polinesia francese (bandiera) | D     | Jean-Claude Chang Koei Chang |
| 12 | Polinesia francese (bandiera) | C     | Arnaud Sicot                 |
| 13 | Polinesia francese (bandiera) | C     | Stanley Atani                |

| N. |                               | Ruolo | Calciatore             |
| -- | ----------------------------- | ----- | ---------------------- |
| 14 | Polinesia francese (bandiera) | D     | Manutea Taae           |
| 15 | Polinesia francese (bandiera) | C     | Alvin Tehau            |
| 16 | Polinesia francese (bandiera) | C     | Sébastien Labayen      |
| 17 | Polinesia francese (bandiera) | A     | Roihau Degage          |
| 18 | Polinesia francese (bandiera) | D     | Tauraa Marmouyet       |
| 19 | Polinesia francese (bandiera) | C     | Manutahi Teremate      |
| 20 | Polinesia francese (bandiera) | A     | Axel Williams          |
| 21 | Polinesia francese (bandiera) | D     | Angelo Tchen           |
| 22 | Polinesia francese (bandiera) | D     | Mihimana Lemaire       |
| 23 | Polinesia francese (bandiera) | P     | Xavier Samin           |
| 24 | Polinesia francese (bandiera) | A     | David Chang Koei Chang |
| 25 | Polinesia francese (bandiera) | P     | Leonce Roometua        |
| 26 | Polinesia francese (bandiera) | A     | Ariitapu Asen          |